# Sommet de la francophonie

Pays participant aux sommets.

Les Sommets de la francophonie sont des rencontres des chefs d’État et de gouvernement des pays membres de l’Organisation internationale de la francophonie qui se tiennent tous les deux ans depuis 1986.

## Description
Lors de ces sommets, les chefs d’État ou de gouvernement discutent de politique internationale, d’économie mondiale, de coopération francophone, de droits humains, d’éducation, de culture et de démocratie. Le sommet sert également à : 
- définir les orientations à donner à la francophonie ;
- adopter des résolutions qu’il juge nécessaire au bon fonctionnement de la francophonie et à la réalisation de ses objectifs ;
- élire le secrétaire général de la Francophonie ;
- statuer sur l’admission de nouveaux membres de plein droit, de membres associés ou de membres observateurs à l’Organisation internationale de la francophonie.

## Sommets

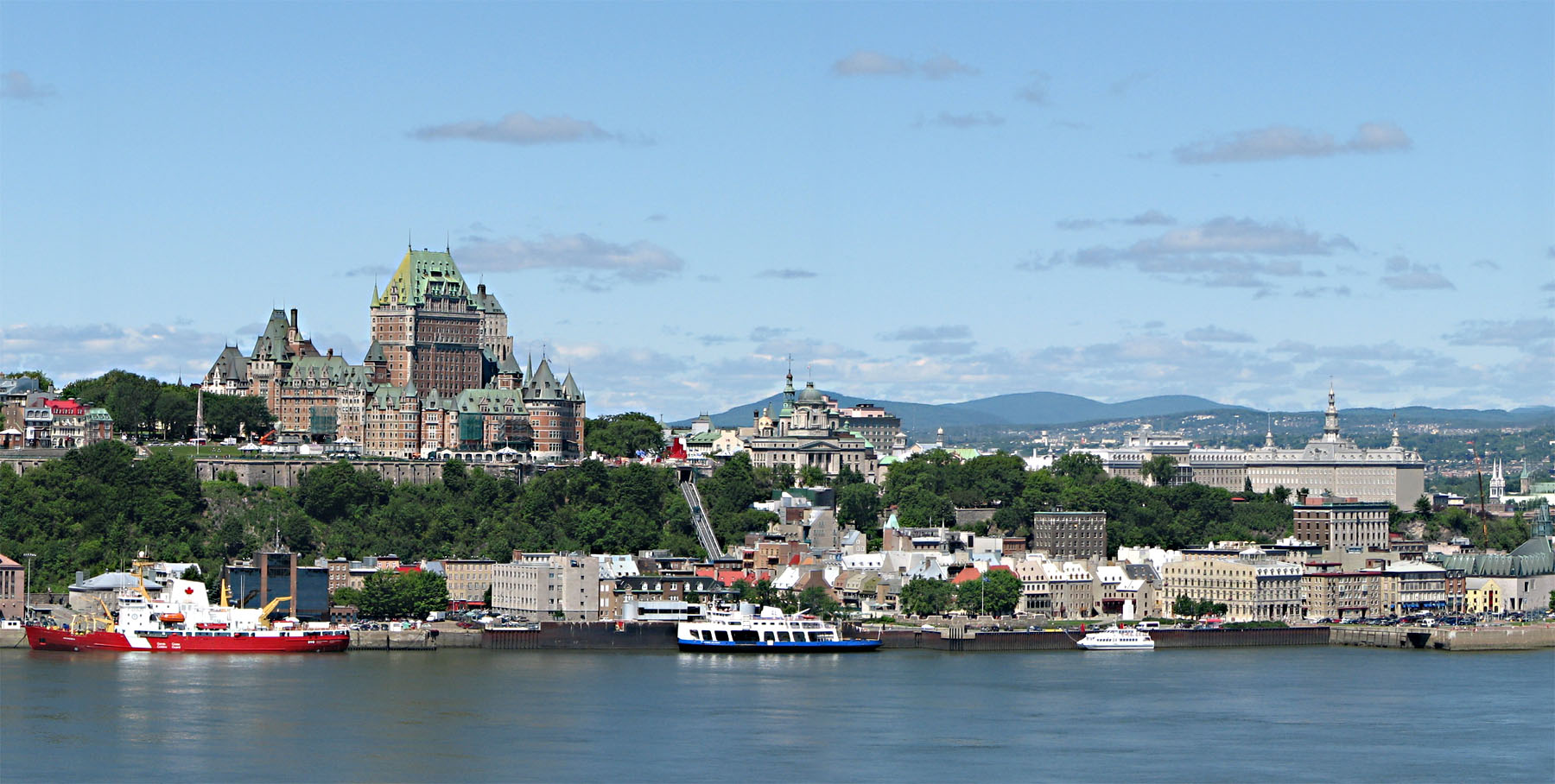
Ville de Québec, berceau de la francophonie au Canada, hôte de son IIe sommet (1987) et de son XIIe sommet (2008).

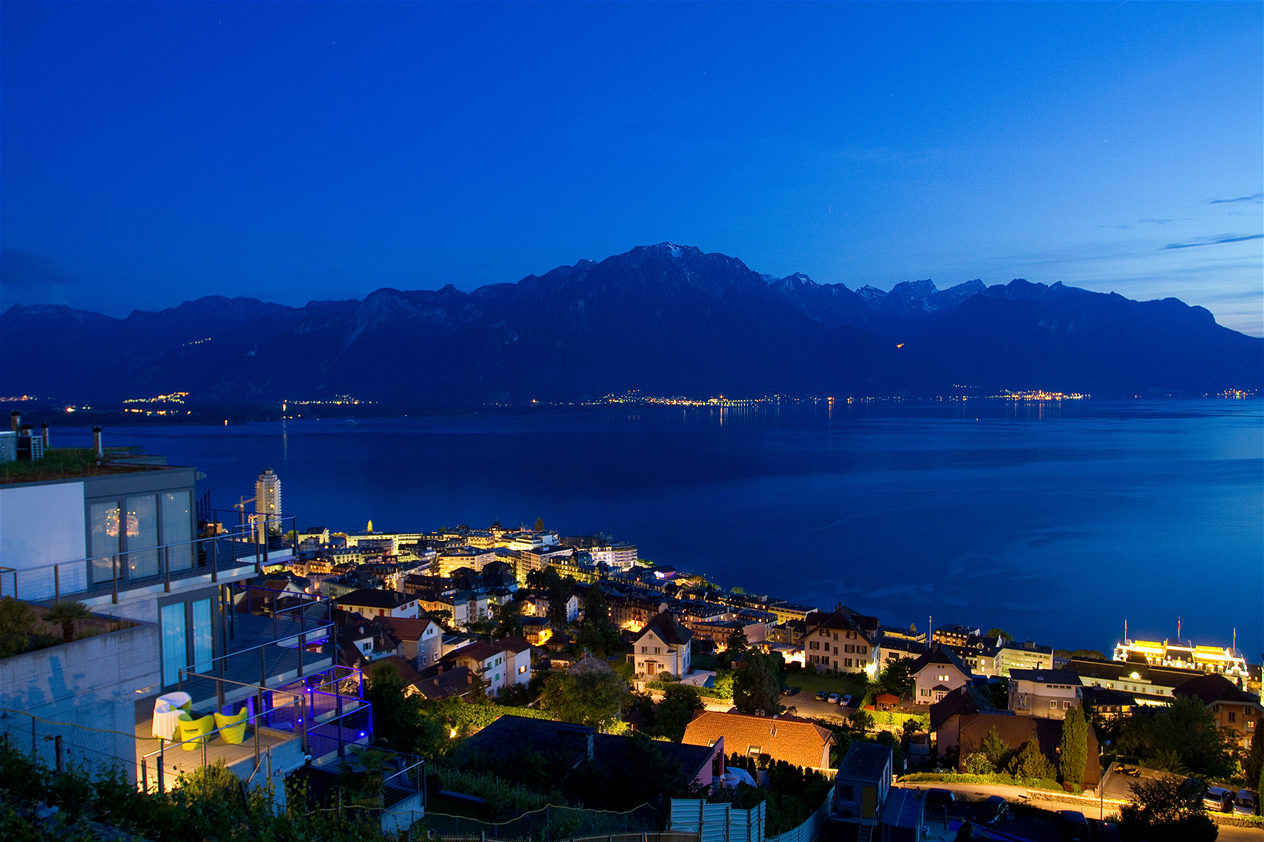
Montreux (Suisse) a accueilli, en 2010, le XIIIe sommet de la francophonie.

| Sommet                                           | Lieu                        | Dates                |
| ------------------------------------------------ | --------------------------- | -------------------- |
| Ier                                              | Versailles                  | 17-19 février 1986   |
| IIe                                              | Québec                      | 2-4 septembre 1987   |
| IIIe                                             | Dakar                       | 24-26 mai 1989       |
| IVe                                              | Paris                       | 19-21 novembre 1991  |
| Ve                                               | Grand Baie                  | 16-18 octobre 1993   |
| VIe                                              | Cotonou                     | 2-4 décembre 1995    |
| VIIe                                             | Hanoï                       | 14-16 novembre 1997  |
| VIIIe                                            | Moncton                     | 3-5 septembre 1999   |
| IXe                                              | Beyrouth                    | 18-20 octobre 2002   |
| Xe                                               | Ouagadougou                 | 26-27 novembre 2004  |
| XIe                                              | Bucarest                    | 28-29 septembre 2006 |
| XIIe                                             | Québec                      | 17-19 octobre 2008   |
| XIIIe                                            | Montreux,                   | 22-24 octobre 2010   |
| XIVe                                             | Kinshasa                    | 12-14 octobre 2012   |
| XVe                                              | Dakar                       | 29-30 novembre 2014  |
| XVIe                                             | Antananarivo                | 26-27 novembre 2016, |
| XVIIe (hy)                                       | Erevan                      | 11-12 octobre 2018   |
| XVIIIe (reporté à cause de la crise du COVID-19) | Tunis                       | décembre 2020        |
| XVIIIe                                           | Djerba                      | 19-20 novembre 2022, |
| XIXe                                             | Villers-Cotterêts Paris     | 4-5 octobre 2024     |
| XXe                                              | ville du Cambodge à définir | 2026                 |